# 堀田正永
堀田 正永（ほった まさなが）は、近江堅田藩の第3代藩主。堀田家正高流分家3代。諱は正良、俊尾とも。初代藩主・堀田正高の九男。母は田中氏。
宝永6年（1709年）、堅田にて生まれる。享保11年（1726年）に兄で先代藩主の正峯が早世したため、その養嗣子となって跡を継いだ。
享保20年（1735年）から大坂城の守衛を勤めるが、同年8月29日に27歳で死去した。跡を養嗣子の正賓が継いだ。

## 系譜
父母
- 堀田正高（父）
- 田中氏（母） - 正室

養子
- 堀田正賓 - 脇坂安利の次男